# ليام ديلاب
ليام ديلاب (بالإنجليزية: Liam Delap) (مواليد 8 فبراير 2003) هو لاعب كرة قدم إنجليزي يلعب كمهاجم في نادي مانشستر سيتي.

## روابط خارجية
- ليام ديلاب على موقع الاتحاد الأوربي (الإنجليزية)
- ليام ديلاب على موقع إي إس بي إن إف سي (الإنجليزية)
- ليام ديلاب على موقع قاعدة بيانات كرة القدم.إي يو (الإنجليزية)
- ليام ديلاب على موقع ليكيب (الفرنسية)
- ليام ديلاب على موقع Soccerbase.com (لاعب) (الإنجليزية)
- ليام ديلاب على موقع Soccerway.com (الإنجليزية)
- ليام ديلاب على موقع عالم كرة القدم.نت (الإنجليزية)
- ليام ديلاب على موقع AS.com (الإسبانية)